# Carnide (Lissabon)
Carnide is een plaats (freguesia) in de Portugese gemeente Lissabon en telt 18.028 inwoners (2021).